# 進歩的活用理論
進歩的活用理論（しんぽてきかつようりろん、プラウト、PROUT:PROgressive Utilization Theory）は、インドの哲学者、社会改革者であったP・R・サーカーによって提唱された社会経済理論である。サーカーの弟子の一人で思想・理論的継承者である経済学者ラビ・バトラの著書などで広く紹介され、バトラや同じく弟子であったダダ・マヘシュヴァラナンダ (Dada Maheshvarananda) などの主要なプラウティスト（プラウト研究・普及・実践家）達によって進歩発展させられている。プラウト主義、プラウト主義経済とも呼ばれる。
プラウトは、サーカーのネオヒューマニズムの哲学とスピリチュアルな人生観に基づいた新しい社会経済理論であり、誰も傷つけずに皆のために世界を快適な場所にすることを目指している。生産的で、環境にやさしい行動において効率的にそれらを利用して、それは人間性の物質的で、精神的で、スピリチュアルな次元を統合する。
プラウトは、既存の資本主義や共産主義及びその経済学に対する代案でもある。

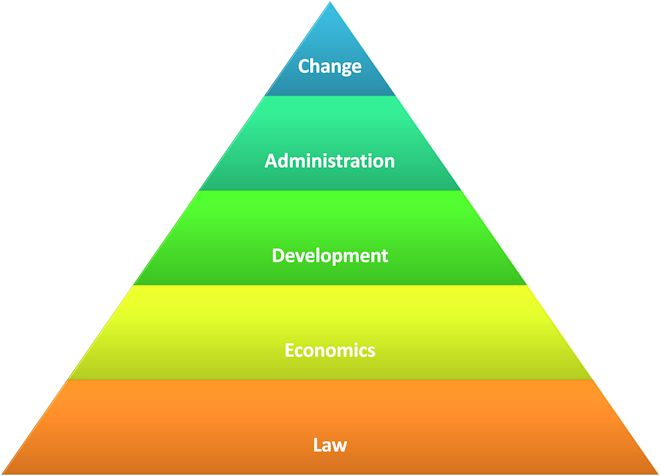
プラウトによる社会ピラミッド

理論は経済学だけにとどまらず、人の個々の、そして集合的な存在の全体を含んでいる。物質的で、教育的で、社会的で、政治的で、精神的で、文化的で、スピリチュアルである。それは、これらの面のそれぞれが、釣り合いが取れて、健康な人間をサポートするために発展させられなければならないという考えを持っている。 同様に、プラウトは人、植物、および動物で分けられた自然な相互依存を評価する。 従って、それはその主要な価値を、ネオヒューマニズム、善を考慮する人生観、およびすべての生きた生き物の幸福と共有する。

## プラウトの政策理念

### 資本主義の“富の集中と貨幣の回転の阻害”の克服
サーカーによれば「資本家（ヴァイシャ）の心理は貨幣の回転から利益をあげることにあり、貨幣の投資が期待するほどの利益をもたらさないと見れば、投資を引き上げ、貨幣の回転をストップし、不活性にする。そこには、投資、生産、収入、購買力がなく、この事態は危険であり、商品の購買力が低下するほど事態は深刻なものとなる。
経済の領域においては二つのことが非常に重要である。第一に、貨幣の循環を維持しなくてはならない事で、貨幣が購買力として活用されないときや滞留したままであるとき、経済はダメージを受ける。第二は、貨幣が経済的な均衡と安定を図る能力を失うと富の不均衡を引き起こすということである。この二つの根本的な要素を少しでも忘れると、世界規模の経済恐慌が起こる。
もし国家資本主義が搾取する事を追求せず、一人ひとりの個人の収入を増加させるならば、私たちは国家資本主義を称賛せざるをえません」。
“現在の資本家”の最たる存在は、国際的な投資家、機関投資家（その実態は“投機”を行っていて、どちらも実際は“投機家”、“機関投機家”）だが、このような投機勢力がヘッジファンドなどで投機を行い、資金が供給され、バブル経済になりながらも東南アジア各国は潤っていたが、投機が儲からないと見るや、一斉に資金を引き上げ、バブルがはじけ、東南アジア各国に深刻な経済的ダメージを与えた。
また、日本も1980年代末の土地投機によるバブル景気の発生とその崩壊によって、失われた10年を経験したことなどもこれが現れた例である。
サーカーは投機の害悪性には触れなかったが、バトラは自身のいくつかの著書の中で投機の害悪性について触れ、投機を排除する政策をプラウトに加えている。
このような“現在の資本家”に富が集中する社会であればあるほど、“貨幣の回転”につながる彼らの投資や購買行為の有無の経済的影響力は大きくなっていき、彼らから投機などによって富が吸い上げられ、常に低い賃金水準に置かれている一般大衆（労働者、シュードラ）の購買の経済的影響力は小さくなっていき、“貨幣の回転”は彼ら次第という側面が大きくなるわけである。しかも、彼らはその地域が必要だから投資をするのではなく、投機で儲かるから行うだけである。そして儲からないようになれば一斉に投資を引き上げる。それが“貨幣の回転”を不安定にさせ、不確実にする。そして、バブルや不況や恐慌の原因になる。
その解決策として、プラウトは一般大衆（労働者）の購買力の強化のために、最低限の生活必需品と最大限の快適性の保障という政策をネオヒューマニズムの観点からもおこなう。そして、富の分配方法は必要性や福利にもとづいた合理的分配という方針の下でおこなう（プラウトの基本政策 の項で詳述）。

### 資本主義と共産主義の中央集権経済の問題点
サーカーによれば、「世界のほとんどの国は、資本主義国、共産主義国を問わず、経済的な中央集権政策をとってきました。資本主義諸国の経済は少数の資本家や少数の資本化団体に集権化し、共産主義諸国の経済は党に集権化しています。実は、中央集権化した経済においては経済的搾取を根絶することができず、一般の人々の経済問題を永久に解決できません」。
ここでサーカーが中央集権経済であるということの意味は、“地元の人々が経済政策の決定権を持たない”という点であるということ。また、中央集権経済が経済的搾取を根絶する事が出来ないということの意味は、“ある地域の人間が、別の地域の人間を利用し搾取する事”が無くならないからということである。
資本主義諸国においてはまさに、多国籍企業の行い様がそうであるわけである。先進国のある企業が立てたある商品のある国の地域に対する投資や生産計画はその地域の必要性や福利という観点に基づいているものではなく、その地域の安い労働力を利用して生産しその地域の人々を搾取するという場面を多く目撃する。たとえその企業が良心的でその地域の必要性や福利を考えようとしても、その国の地域の人間でなければ実際のところ真の必要や福利になる投資や生産計画は遠く離れた国の別の人間はわからないわけである。今日の経済のグローバル化の問題である。
そこで、プラウトの分権経済や均衡経済という考え方が出てくるのである。バトラの“関税の無い自由貿易は害悪を及ぼす”という具体的な主張もこの考え方から来ている。（プラウトの基本政策 の項で詳述）
また、共産主義諸国においても、その共産主義（旧ソ連型マルクス主義）の中央集権経済も本質的には“国家資本主義”であるとサーカーは述べる。「共産主義は国家資本主義です。そのため、共産主義が資本主義の欠陥を免れることができないのです。国家資本主義は、私的資本主義や集団資本主義のように工業をコントロールします。国家資本主義は、国家が工業をコントロールすることを意味します。言い換えれば、国家資本主義において工業は中央集権的です。共産主義諸国は、国家資本主義を支持します。それは中央集権的な生産を意味します。
共産主義は、大衆の解放の問題について資本主義とは異なっているように思えますが、資本主義と共産主義は内部では同じです。同じ種の果実は異なる色をしていますが、その種は同じです。資本主義と共産主義は同じ種の果実なのです。人間の社会的経済的解放を実現するためには、社会経済的に最高度の分権化が必要不可欠です」。
ある学者は、この従来の資本主義や共産主義が人間の霊性をも捉えた真の人間幸福の社会を実現出来ないでいるのは、どちらも近代機械論的な唯物論の哲学を土台として生まれていた社会思想であったからだと指摘している。
機械論的な発想によって中央集権トップダウン的な社会システムが生み出され、唯物論による人間観と社会観で人間を単なる“物欲金欲ロボット”としてしか捉えず、資本主義はそれを煽ることで経済の原動力とし、共産主義は”物質的に平等に人々に充足する”社会にすることが人々を幸福にし人間解放するという、そこには、物質的観点だけでしか考えていない、狭い世界観があるからであると指摘する。
一方で、プラウトは“スピリチュアリティー（霊性的、精神的）で道徳的な哲学”を土台としている。
プラウトは、人間には“物理的な側面”と“知的な側面”と“霊的（精神的）な側面”があるとして、有限性（閉鎖系）のある物理的な側面よりも、無限性（開放系）のある知的な側面や霊的な側面を伴うことを考慮した人間社会が、真の人間の幸福（人間解放）や進歩をもたらすという人間観と社会観を持っている。
また、分権経済や均衡経済の考え方はその哲学であるプラマーを背景としている。（プラウトのスピリチュアルな哲学 の項で詳述）

## プラウトのスピリチュアルな哲学

### プラマー論
プラマーとは“平衡と均衡”を指し、大から小まで重層的にバランスのとれた三角状態の実現が宇宙の理にかなっているということである。
ブロックレベルから社会経済単位のレベルまで可能な限り自足的な経済にもっていくことは、小さなブロックレベルをバランスのとれた三角形として無数に作りつつ、同時にその上部の社会経済単位もバランスのとれた三角形にしていくということである。そして最後には地球全体を無数の三角形を重層的に含む一つのバランスのとれた三角形にしていく、というのがプラマーのイメージである。経済論だけではなく、心や精神の領域も、あらゆる領域でプラマーのある三角形を無数に作るということで、プラマーは静止的ではなく、絶えず動いている動的なものである。
サーカーの哲学では、始原の形質・属性のない純粋な根源にあるプルシャ（意識）にプラクリティー（力＝エネルギー）が加わってこの大宇宙が展開する。
プラクリティー（Prakrti）には三つのグナ（形質・属性）がある。サットヴァグナ（明晰・平穏）、ラジョグナ（変化・興奮）、タモグナ（静止・鈍重）である。このグナが付与されているから天地万物として現れているのであって、微細なレベルから巨大なレベルまで三つのグナの形で力が働き続けている。
私たちが目を閉じて心を集中させようとしても、心が一点にとどまることがないのも、このプラクリティーという力の三形態が現れているからである。この三つのグナを心の池に例えるなら、池が澄み切って底まで見える状態がサットヴァグナ、嵐で池の表面が波立っている状態がラジョグナ、池の表面が凍って固まった状態がタモグナになる。
プラクリティーの力が働く時、この三つの属性全てが含まれているが、いずれかが優勢な形で影響していく。プラクリティーのこの三つの属性による三方向の力が安定する時、プラマー（平衡と均衡）が成立する。三方向のいずれかの力が勝る時、プラマーは崩れる。そして、プラマーを取り戻すエネルギーが働き、高次の三方向の力のバランスが回復し、またプラマー（平衡と均衡）の状態に戻るという、宇宙の意思が働いているというのがサーカーのプラマー論である。

### ネオヒューマニズムの哲学と人類社会論
サーカーは、人間の理想のあり方としてヒューマニズムの理念が普及しているにもかかわらず、現実にはすべての階級、階層の人々に公平な扱いがなされてこなったと述べる。そして人類愛と生命の尊重を建前としているけれども実際には、心の内側は自国中心主義であり、人間以外の生命を軽視する思想となっていて、そのヒューマニズムはゆがめられていると指摘する。
サーカーは、このようなゆがめられたヒューマニズムをエセ・ヒューマニズムと呼ぶ。そして本来のヒューマニズムの理念を継承し、それを極限まで拡大するネオ・ヒューマニズムを提起し、人類は、このネオ・ヒューマニズムの道を進むべきだと主張する。サーカーの提起するネオ・ヒューマニズムは、現在のヒューマニズムの限界を乗り越え、人類を新たな知的心理的地平に導くものである。
サーカーは「あたらしい光のもとでヒューマニズムを再解釈しよう」と次のようにいう。「ある人々が前進を開始した時、彼らは、自分たちのことをより考え、他の人々のことはあまり考えませんでした。ましてや動物や植物のことは考えませんでした。しかし、もし、私たちが冷静な頭で分析するならば、私の命が、私にとって大切であるように、他のものの命も、彼らにとっては同じように大切です。そして、もし、私たちがすべての生き物の命にふさわしい価値を与えないならば、その時、完全なヒューマニティ（人間性）の発達は不可能になります。もし、人々が自分個人のことについて、あるいは自分の小さな家族、自分のカースト、自分の氏族や部族についてより多く考え、集合体についてまったく考えないならば、それは明らかに有害です。同様に、もし、人々が、生命世界全体( 植物世界、動物世界) を軽視するならば、それは本当に有害ことではないでしょうか。私が、新しい光のもとでヒューマニティとヒューマニズムを解釈する必要があると言っているのはこういう理由からです。そしてこれの新しく解釈されたヒューマニズムは、この世界の貴重な宝となるでしょう」NEO-HUMANISM IS THE ULTIMATE SHELTER
ネオ・ヒューマニズムはユニヴァーサリズム（普遍主義）ともいう。ありとあらゆる存在への愛、ありとあらゆる存在と根源において一（oneness）であることの意識化、論理と理性によってあらゆるドグマやイズムから自らの知性を解放し、心を無限の広がりの中に確立することを目指す。一（oneness）｛ワンネス｝であるというのは「万物の根源の一から分かれ無限の多が生まれた」という考えで、人類最古の哲学であるウパニシャッド哲学に発している。サーカーの哲学では、大宇宙の根源にある意識すなわち精妙なる極小の存在が粗大化してこの物質世界のありとあらゆるものとして展開している。言い換えれば、精妙なる極小の存在が全宇宙の心であり、ありとあらゆるものが同一の全宇宙の心の顕現である。したがって、全宇宙の心に一体化した心からこの天地万物をみる時、あらゆるものは同じように大切であり、尊重されるべき存在となるのである。
また、サーカーはこのような哲学による人類の統一を目指しつつも、人類社会には決して一方が他方に押し付けてはならない正当に考慮されるべき相違があることも述べ、宗教的や文化的な違いなどからくる、食物（イスラム教徒の豚肉が食べられない等）、服装（イスラム教徒やアラブ女性の体を覆う服装等）、言語などを挙げている。

## プラウトの基本政策

### 分権経済
分権経済は、プラウト政策全体に通じての考え方である。
中央集権経済の問題点に対して、経済の分権化を目指そうとするもので、サーカーは分権経済に次の5原則を挙げている。
「分権経済の原則は、第一に社会経済単位のすべての資産・資源がその地域の人々によって支配されるべきであること。第二に、生産は利益ではなく消費に基づいてなされるべきであること。第三に、生産と分配が協同組合を通じて組織されること。第四に、地域の人々が地域の経済的な経営体で雇用されなければならないこと。第五に、その地域外で生産された商品は地域市場から取り除くべきこと」。
ここでサーカーがいう、“社会経済単位”というのは、単純に一国として括る単位のことではなく、経済的な問題の共通性、地理的な特徴の共通性、民族・言語・慣習・文化などの共通性も考慮に入れた単位であることである。具体的には例えば、日本のようにこのような共通性が大きくまとまっていて、国の面積も小さい地域は一国単位で考え、面積の大きな国、インドなどはこのような共通性を考慮して分けられた国内の各地域（州単位に近い）にそれぞれ社会経済単位を確立するというような方向性である。
そして、サーカーは、この社会経済単位のためのブロックレベルの経済計画が必要であるとも述べている。これは、“市場経済の良い部分を取り入れた、ボトムアップ（下位上達、水平協働）型の経済計画”と言えるもので、いわゆる旧共産主義国（ソ連）型の市場経済を排除した国家独裁中央集権的計画経済とは違うものである。それは、商品価格の決定といったミクロ経済の処理はその社会経済単位の市場に委ね、マクロ経済の経済計画を中心に、この社会経済単位に一つかもしくは、社会経済単位の中のさらに下位の狭い地域のブロックを設けて、それを最小ブロックとして経済計画し、この社会経済単位を超えた範囲や観点の経済計画については、上位のブロックの経済計画（国単位や地域諸国連合単位など）で調整し、一番上位では世界（地球）連邦政府単位でも調整するということである。
また、科学的にも、サーカーのプラマー論から発する分権経済で提起される、ボトムアップ（下意上達、水平協働）というシステムは、地球の生態系や生物などの有機的なシステムをモデルとしたもので、それらを研究対象とする新しい複雑系の科学が、従来の機械論哲学から発したトップダウン（上意下達、中央集権）システムよりも、下部の意思の全体への反映や、情報処理の能力向上や、状況に適じて組織自身が柔軟に自己変成できるという意味で、優れているということを明らかにしてきている。このような新しいボトムアップシステムが社会の組織に応用されると、個人の意思（個性）が反映されることで、個人が組織の「歯車」として抑圧されるということがなくなり、個人の力によって状況に応じて社会組織自体も柔軟に自己変革するという社会にできる可能性がある。

### 均衡経済
均衡経済も、プラウト政策全体に通じての考え方である。
それは、需要と供給のバランスのとれた経済を目指すということで、産業別の人口構成をバランスのとれた適切な割合するということや、赤字や黒字にかたよらないバランスのとれた国の財政や貿易などを目指し、それによって分散多様化された経済を目指すということである。まず、バトラは「分散多様化」という視点で均衡経済を述べている。例えば、慎重な投資家は一つのカゴに全ての玉子（資産）を入れるようなことはしない。なぜなら、そのカゴが落ちれば一度に全ての玉子が割れてしまうからである。その代わり、彼らは多様なカゴ（運用先）に投資して、玉子（資産）を振り分けておくことで、リスクを最小限にとどめるのである。
均衡経済の背後にある概念もこれと同様で、分散多様化された経済は、特化された経済よりも安定し、不況や恐慌を懸念せずにすむことになる。経済の分散多様化は、資源をいくつかの主要な部門に分散させること（ある産業に偏らずに、全ての産業をバランスよく存在させること）で、その国が諸外国に頼ることなく、食料・工業製品・建築資材などの必要分を自国生産で満たすことができれば、経済は分散され均衡しているといえる。ただし、日本や韓国やドイツのような原材料が不足する国や、中東などの肥沃な土地がほとんどない国は、輸出とそれに関する業務が、第一次産業の必要量に見合うことで均衡しているとみなすことができる。
そして、企業が製品の生産に際し原材料費に加えた価値である付加価値は、第一次産業はもっとも低く、第二次産業はもっとも高く、第三次産業も比較的低いという。第一次産業の農業・酪農・漁業などの付加価値が低い理由は、食品への需要は物理的な必要量によって限定されるからで、消費者の所得が増えても高価な食品の購入を増やすなどでしか消費を増やさない。（この点は逆に、消費者は所得が減っても高価な食品しか消費を減らせないので、不況に強いという特徴もある）しかし、第二次産業の製造業（特に耐久消費財）は、消費者の所得が増えれば、高価な電化製品や高級車や住宅といったそれらのものを、まず始めに買い換えていく（この点は逆に、消費者は所得が減ると、まず始めにこれらのものを買い控えていくという、不況に弱いという特徴）ので、付加価値が高い。そして、第三次産業のサービス業などは、継続的な技術革新が難しいため付加価値も低くなりがちで、レストラン・ホテル・航空会社・バス・鉄道・保険会社・銀行・教育・法定業務・小売業などにおいては生産性向上に限界があるからである。
一見、第二次産業の製造業といった高付加価値産業ばかりに生産を特化すれば、賃金の上昇で国民所得が上がると思いがちだが、実際はだからといって世界の国々がそれぞれ自国の内需以上に製造業で商品を生産し始めれば、その内需以上の余剰生産分を買ってくれる国（市場）は無くなり、余剰生産の資本投下分は無駄となり、結局は賃金（国民所得）の低下を引き起こし、作りすぎた商品は即ゴミになるという馬鹿げた事態を引き起こし、大いなる資源の無駄使いと地球環境破壊の加速を引き起こすことになる。実例では、日本とアメリカの自動車産業の余剰生産状況が当てはまる。自動車の日本の年間生産台数は1千万台、アメリカでは1千8百万台であるのに対し、両国の自動車需要は2千万台にすぎない。この余剰生産8百万台分が両国の賃金の伸び悩みを引き起こしてきたという事が挙げられる。だから、結局は第一次産業、第三次産業といった産業とがうまくミックスした均衡のとれた分散多様化した経済が一番、賃金（国民所得）の上昇をもたらすのだとバトラはいう。

### 最低限の生活必需品と最大限の快適性の保障
プラウトは、人々が霊性的、精神的、物理的に成長するための一定のニーズが満たされていなければならないと考える。 プラウトはこれを、人々が社会の総体的な発展に寄与するために必要な基本的なブロックとみなしている。
地域の政府が100%の雇用を保証していて、現実的に、各基本的な必需品の提案された最小限の量の購入のために十分な資金を提供した最低賃金によって、これに伴っていたならば、誰もが、それらの基本的な必需品を購入することができる。人々を生産的な雇用に置くことによって、プラウトは人々の自信とやる気を起こさせる事を目指している。
プラウトは、本当に働くことができない人々に分配されるための福祉小切手を考慮する。地域の政府は、適用可能なそれらの正確な資格を、福祉小切手を受け取ると決定することについて責任がある。

### 合理的分配
合理的分配とは、特にバトラが著書などで提起しているプラウト政策の観点である。　
国民総所得を分割する際、誰でも自由に好きなだけ持てる者は持てるだけ持てるという貧富の差の拡大を野放しにするような不平等な分配や、それとは反対の、勤勉かどうかにかかわらずみんな均一に平等に分配するといった完全な平等（悪平等）分配とは違い、一人一人が最低限必要な衣・食・住・教育・医療を十分まかなえるだけの所得が分配されるべきである、という考え方で、政府はこのレベルの維持に必要な所得額をしっかり計算し、その根拠に基づいて法定最低賃金を設定すべきであるとしている。（必要性に基づいた分配）そして、勤労者の労働力の価値や質や努力の高低に応じた報酬額の変化という意味での賃金の差の存在はむしろ好ましいが、その根拠とは無関係な、その本質が資本家搾取的な動機に基づくものでしかないものによって作り出された極端な賃金格差（例えばアメリカでの企業に見られる、平社員と社長との間の甚だしい賃金格差のような）の存在は無くすような政策を取るべきであるとし、バトラは、その最低賃金と最高賃金の差の適正レベルは、人間の脳が通常では10%程しか使っていないということを例にとって、10倍ぐらいが好ましいのではないか？と提言している。
これは「機会均等」の観点の政策でもあり、バトラは次のように述べる。「プラウトは平等の名のもとに、怠け者を擁護する思想ではありません。働かない人間でも社会保障によって生活ができるというのは、経済的民主主義とはいえません。この点では北欧型の社会福祉国家とは違います。プラウト社会では、勤労が奨励されます。そのためには、より多く働いたものがより多くの報酬を得る経済でなければなりません。共産主義はそこを間違えました。しかしだからといって、完全な自由を認めて富裕者が好きなだけ暴利を貪ることが許される社会であってはなりません。資本主義の問題はこの点にあります」
「プラウト経済にとって何よりも必要なことは、法律がキチンと守られることです。税制が良い例でしょう。世界各国の富裕者の中で、所得税法や相続税法を完全に守っている人物はほとんどいないでしょう。法律の抜け穴を見つけ出しては、脱税や節税に励んでいるのが現状です。むしろ、税金を法の規定どおりに払わなかったからこそ、彼らの多くは富裕者になりえたのです。納税を逃れるために、一部の富裕者は政治家を利用することすらやっています。これが富裕者の支配の実態なのです」
バトラは、累進課税制度もプラウトとして引継いで行われるべき政策であるとも述べている。

### バブル金融投機経済化の防止 （生産性の上昇に等しい賃金上昇を伴わせる経済政策）
バトラは、「生産性と賃金上昇の相関」にバブル発生・崩壊のメカニズムがあると分析している。
まず、需要と供給が均衡するためには、（1）生産性の向上によって賃金が上昇するか、または、（2）賃金上昇が鈍い場合には、政府が借入金によって「人工的な購買力」による需要を創出し、その差を補う、の二つの方法しかない。これが「低賃金＝需要不足＝借入金経済」となり、政府や自治体の借入金はどんどん増加することになる。
この「借入金経済」に陥ることがバブルの危険信号で、労働者の購買力が低い段階で、経済が少し活況を呈してくると、企業の利益が急上昇する。企業収入が増えるが「賃金という支出」はすぐには増やすことが出来ないからである。すると、企業には資金は潤沢に集まるので、余剰資金が株式市場などにどんどん流れ込む。こうなると経済は、そこそこ活況で株にも買いが入るので、実体経済以上に株価が高騰しはじめる。これがバブルにつながり、いつかは破綻すると指摘している。
そこでバトラは「生産性に見合った賃金の上昇」がプラウト政策としても重要であると述べている。バトラは、かつて1950～1970年代前半までの日本経済はまさにこのようなプラウト的政策が採用されていたと述べ。この時期は、生産性の指標としての国内総生産（GDP）の伸びに対する税引き後の実質賃金の伸びが平均して70%程度に追いついていた。
しかし、1970年代後半～1993年までは国内総生産の伸びも鈍化する中で、税引き後の実質賃金の伸びもそれ以上にかなり鈍化し足踏み状態になっているという。この、税引き後の実質賃金の伸びに行くべき生産性（国内総生産）の伸びはどこに消えたかというと、この時期の租税負担率が約54%上昇したことによって消え、残りの約46%が資本や不動産の所有者に高い利潤と賃貸料という形を取って入ったとする。（労働者の賃金上昇に回るべき国の富の一部が、資本や不動産の所有者｛資本家｝に投機的投資活動を通じてその富が奪われたということを意味する）
その原因として、この時期、以前のプラウト的政策はだんだんと放棄され、（特に日本のバブル経済期）は土地不動産への投機（土地転がし）は、株式の投機的運用を通して、ひとつ上の段階へとその激しさを増していき、銀行への規制は撤廃され、それが銀行のコストを押し上げ、ハイリスク・ハイリターン（危険性は高いがその見返りも高い）投機目的の貸し出しに、銀行自体手を染めざるをえなくなった。政府が金融機関に対するコントロールを緩めてしまった為に、実に多くの資本がこの時期に無駄になってしまったと言うのである。
現在の世界経済の状況は、かつての1929年の世界大恐慌に匹敵する、100年に一度の金融危機だと言われているが、「そもそも、商業銀行（普通銀行）と投資銀行（証券）業務が切り離されたのは、この世界大恐慌がきっかけだった。20世紀に入って産業と金融が発達してくる中で、金融資本は自分達の利益だけを考えた際限のない「投機」を繰り返して膨張し始め、銀行業務と証券業務が一体となることで「不正な投機的取引」が日常的に行われ、それがバブルとなって崩壊したのが1929年10月24日「暗黒の木曜日」以降の株式大暴落、世界大恐慌だった。その後、アメリカのフランクリン・ルーズベルト大統領は、金融システムの抜本的改革を行った。その手法は、投機的な証券取引を行う人々をマーケットから排除して、投機筋に代わって政府が金融の中心機能を担うというものである。それまで一体だった商業銀行と投資銀行を分離し、商業銀行は個人や企業への貸付中心の金融業務を中心に、投資銀行は証券業務を中心にと厳密に区分けした。そして証券取引法などを新たに整備し、証券取引委員会（SEC）を設立、投機的な取引が出来ないシステムを構築した。この時、厳しく分離された銀行業務と証券業務の垣根が、市場原理主義の台頭によって1970年代以降、次第に自由化され、最終的には、今回のサブプライム問題とそれに連鎖するあらゆる金融商品の矛盾の爆発によって、一気に世界の金融が崩壊した、というのが今日の状況だ」とバトラは指摘する。
プラウトは、このような金融投機経済の拡大膨張を否定する。それは、まっとうな労働による報酬としての賃金の減少とそれを供給する実体経済を縮小させ、賃金として供給されるべき富の一部が投機の資本として利用され、投機によって儲けた道徳性の無い富が拡大し、それに関わる資本家だけが裕福となって激しい貧富の差を生み、労働者が報われない道徳性の無い経済社会であるからである。

### 民主主義経済
民主主義経済というのは、プラウト政策全体に帯びている民主的な経済の有りよう（理念）を示す表現でもあるが、特に、生産システムについての、主に企業における経営の民主化のことを指す。
サーカーはこれを協同組合システムに置き換えることで民主化を実現させることを意図し、バトラは現在の資本主義私企業を、社員持ち株制にして経営権を社員（労働者）に移らせることで民主化を実現させようとする、若干のニュアンスの違いがある。

### 貿易
バトラは自由貿易には様々な問題点があると指摘している。
「まず、自由貿易推進派は、自由貿易を推進する理由として「比較優位性」を挙げるが、その主張は、全ての国は最も生産性が高い産業に特化し、他の製品は輸入すべきであるという考え方で、それによって世界各国はその生産性を高め、自由貿易の恩恵を享受するというものである。（例えば、日本やドイツなどは製造業に特化し、オーストラリアやカナダなどは農業・鉱業・漁業の第一次産業に特化している状況など）
しかし、この理論には産業間に賃金格差が無いことを仮定しているので、その仮定の上では、自由貿易によって輸入部門に失業が発生しても、労働者は輸出部門に就業できることになる。ところが、実際は産業間に賃金格差があるので、もし好況産業より不況産業の賃金が高いということになれば、その国には高賃金産業が低賃金産業に取って代わられるという問題が起きる。（これは現実に北米・オーストラリア・英国に起きている問題）
二つめは、多国籍企業の自給行為、すなわち工場の生産と雇用を賃金の安い外国に移していってしまうことで、自国には低賃金産業しか残らない（産業の空洞化）という問題が起きる。
これに対し、自由貿易論者は、保護貿易は保護措置によって製品価格の上昇を招き、消費者の利益を逆に損なうことになるのではないかと反論する。しかし、保護貿易は確かに物価の上昇があり得るが、それと同時に賃金も大きく上昇する。消費者は労働者でもあるので、賃金上昇が製品価格上昇があってもその生活苦を相殺するのである。ただしこれは物価が上昇しつつも賃金は上がらないスタグフレーションを考慮していない。
むしろ、自由貿易での産業の空洞化などによる実質賃金の下落によって消費が伸び悩むこと（需給ギャップ）によるマイナスの影響の方が大きい。歴史を見ても、価格の低い輸入品によって国内の製造業が低迷すると実質賃金の上昇が物価の上昇に追いつかないという実質賃金の下落が起こっている。確かに自由貿易は価格の上昇を抑えるが、それ以上に賃金の上昇を抑えることになるのである。
三つめは、関税が廃止されていることによる問題である。関税は、国内の産業を保護する目的があるだけではなく、現在のような自由貿易主義が拡大する以前は、各国で国の主要な財源を担っていたという事実がある。例えばアメリカでは、1913年の関税による歳入は税収全体の60%にのぼっていた。その当時、自由貿易推進派はこれらの関税を撤廃するか減額しようとし、税収を補うために所得税が採用されるべきであると主張した。自由貿易採用後、当初7%であった所得税は1919年までに66%にまで達することになった」。
消費者は関税か所得税かどちらかを選べと言われれば、関税の方がまだ良いと考える。それは、関税は関税のかかった輸入品を買うことを避ければ、生活への直撃は少ない。しかし、所得税（もちろん消費税などの他の財源も含む）は避けることが出来ず、生活に直撃するからである。
この関税以外の税収源増加による生活への直撃（三つめの問題）に、さらに産業の空洞化（二つめの問題）などが加わって、実質賃金の大きな低下を引き起こし、自由貿易経済においては、大きな需給ギャップが生じる経済構造に陥ってしまいやすいのである。そして、前の項（生産性の上昇に等しい賃金上昇を伴わせる経済政策）でも触れたように、このような経済構造によって大きく低下した需要を喚起するために、税収も思うように伸びない中で政府は財政出動を常に行うため、国は赤字財政に陥りやすくなる。実際に多くの国でこのことが起こっているのである。

### 世界政府
プラウトは、国益や軍拡競争や覇権主義などといった、国と国との間のエゴイズムから生じる様々な問題の解決のために、サーカーのユニバーサリズム（普遍主義）の理念の国を超えた政治システムの形として実行するための、世界政府を提案している。
世界政府の利点として、サーカーは、（1）各国の軍隊を維持するための莫大な費用（軍事費）の節約につながり、節約した費用を人々の利益のために用いることが出来る、（2）人類は心理的緊張から解放される、（3）流血を伴う紛争が少なくなる、（4）（国境が無くなるため）地球上の一つの場所から別の場所への移動が自由になる、という点を挙げている。
世界政府の行政単位は、旧来の比較的小さな国が州に、大きな国は分割して州に再編することになる。州は社会経済単位として自立的自給的に、地域に合った細かい政治経済政策を行う。その上に地域の州連邦が広域的に調整し、最上位に世界（地球）連邦政府が来る。世界政府は連邦制の形を取ることになる
世界政府の役割の一つは立法活動で、それは「世界憲法」の制定である。
サーカーは、世界憲法に盛り込むべき内容として、（1）地球上のすべての動植物の完全な安全が保障されること、（2）それぞれの地域（Country）は、すべての住民に購買力を保障しなくてはならないこと、（3）精神性の実践（スピリチュアリティー）、文化遺産、教育、固有の言語表現という、四つの基本的な権利の保障、（4）これらの権利の行使が「基本的な人間の価値」と衝突した時には、その行使をすぐに抑制しなくてはならないこと。すなわち「基本的な人間の価値」を優先させなくてはならないことという、ユニバーサリズムやプラウトの理念を反映したこのような内容を挙げている。

ここでサーカーの表現する「基本的な人間の価値」とは、例えば、病気で伏して死を待つばかりの老人と、働き盛りの一国のリーダーとでは、社会的な貢献度から見た評価には相違点があるが、まったく等しい基本的な人間の価値を持っている。
このような世界憲法によって、世界の人々が守られるべき基本的な原則を作り、さらに州では地域の実情に応じたきめの細かい法が作られることになる
世界政府の政治機構については、下院と上院の二つを作り、下院は州の人口に比例した数の代議員で構成され、上院は州の大小に関わらず各州一人の代議員で構成する。それによって人口がどんなに小さな州であっても上院には代議員を送ることが出来、その州の意思を世界政府に反映することが出来るようにするのである。法案はまず下院に提出されて討議された後、上院で十分に討議される。
そして、現在のような世界各国にある軍事力は廃止され、世界政府のもとにあくまで平和維持を目的とし、それに限定した一つの軍事力（世界市民軍）に再編されることになる。
また、この執行は「サドヴィプラ」（社会循環の法則の項で述べています）によって構成される、世界政府サドヴィプラ委員会（世界政府の行いを霊性道徳的に監視するオンブズマン的な役割）の審議も経た上で執行されるであろう。

## 社会循環の法則（社会周期説）
社会循環の法則（Social cycle theory）とは、ヒンドゥー教のカースト制度の身分「ヴァルナ（Varna）」の概念からも由来している、社会の人々は、次のような4つのメンタリティー（精神と行動の特徴）に分けることが出来、そのような精神性に着目した区分の階層の間で社会支配の主導権が変わっていき、歴史ではそれが循環していくという考え方である。
それは、クシャトリア（Kshatriya）武人・軍人やスポーツ選手などの武勇派、ヴィプラ（Vipra）知識人や学者や聖職者などの知力派、ヴァイシャ（Vaishya）商人や資本家などの蓄財派、シュードラ（Shudra）庶民もしくは労働者である。
クシャトリア（武勇派）のメンタリティーは、単に暴力を振るうのではなく、勇敢で英雄的に戦うことを生き甲斐として、身体的力、闘争精神、勇気によって環境に立ち向かう人々である。クシャトリア支配の社会では、名誉、規律、他者のための自己犠牲のような社会的価値に重きを置く。しかし、権威への盲目的忠誠、残虐、無慈悲な競争を強調する傾向もある。古代の社会、近代の様々な軍事独裁、コミュニスト（旧ソ連型共産主義）の独裁などは、クシャトリア支配社会の典型である。　
ヴィプラ（知力派）のメンタリティーは、頭脳の力で人々に影響を及ぼすタイプである。ヴィプラ支配の時代には、数多くの科学的、宗教的、文化的前進があり、社会的ルールと政治によって特徴づけられる。政府の中で最も影響力のある人々は、君主制では官吏、民主制ではアドバイザー、神権制では僧侶である。集合的心理は、宗教的、文化的、知的な追求が優勢となる。植民地化以前のアジアのヒンドゥーあるいは仏教徒の社会、中世カトリック支配のヨーロッパ、今日のイスラム原理主義国家などは、本質的にヴィプラ社会である。
ヴァイシャ（蓄財派）のメンタリティーは、商業経済活動に優れ、資産の管理や蓄積に秀でている商人や企業家などである。彼らは蓄財していくことに喜びを感じる。このヴァイシャの価値観が支配しているのが現在の資本主義である。資本主義時代には、ビジネスリーダーや富裕な会社経営者がヒーローとして描かれる。富と権力が人間の偉大さの資質とみなされる。
シュードラ（庶民）のメンタリティーは、ただ、日々の生活を無事に過ごす事だけしか関心が無く、社会の変革を指導する勇気や知力までは持ち合わせていない人々である。
もちろん、人々はこれらのメンタリティーの要素が複数あるのが普通で、どのメンタリティーが主かで考えることが出来る。
社会循環は、シュードラ(庶民)→クシャトリア(武勇派)→ヴィプラ(知力派)→ヴァイシャ(蓄財派)というように社会支配階級は歴史的に循環していくが、歴史が以前と同じ歩みをサイクル的に繰り返すわけではない。そうではなく、人類社会の文明レベルの進歩を伴っていくので、次のサイクルの同じ支配階級時代は、以前とは違う明らかに文明が進歩した新しい形で現れる。イメージとしては、スパイラル（螺旋）的である。
原始社会では、人々は日々の食べ物を得るのに精一杯で、シュードラ（庶民）しかいない。やがて農耕が始まり、領地をめぐって争う時代になると、クシャトリア（武勇派）が活躍し、そして最も強い氏族が周辺の村々を支配していき、国が成立する。国という形が安定して平和になると武勇の必要性は低くなり、税を集めたり、法を整備したり、祈ったりする、ヴィプラ（知力派）の人々が社会を指導するようになる。社会が安定して産業や商業活動が活発になってくると、商業活動の担い手であるヴァイシャ（蓄財派）に富が集中し、社会を支配する。そして、ヴァイシャの富が集中しすぎると、シュードラ（庶民）の反乱が起きるようになり、シュードラの中から勇気あるリーダーとして、新しいクシャトリアが登場し、古いヴァイシャの土地・財産を奪い、財のアンバランスを正し、新しい秩序を組み立てていくというように、次の新しいスパイラルに続く。
ヴァイシャ時代を終焉させる変革の先導は、ヴァイシャ支配によって生活がシュードラレベルに落とされたクシャトリアやヴィプラで、必ずしもクシャトリアだけが担うのではなく、ヴィプラも担いうる。このようなヴィプラが先導する変革は、時間はかかるが、暴力や流血を伴わない民主的で平和な変革に出来る可能性が高いので好ましい形でもある。
さらに、ヴィプラは、霊的・精神的なレベルでの価値観・世界観が理解でき、それに裏打ちされた知力と階級を超えた大きな視点で道徳・博愛精神が実行できるヴィプラに成長することを目指さなければならない。それがサーカーの構想している「サドヴィプラ」への成長である。もちろん、これにはクシャトリアやヴァイシャやシュードラのメンタリティーが主であった人でも研鑽によってそれを目指すことは否定されない。むしろ、サドヴィプラはあらゆる階級の立場を経験・理解しそれらの階級の良い資質を身につけることが望ましいとサーカーは述べている

### 社会の霊性道徳的な指導層「サドヴィプラ」
サドヴィプラ（Sadvipra）とは、サンスクリット語で「明敏な知性を持つ者」を意味する。サドヴィプラの本質的特徴はバランスの取れた精神を持つ人間となり、多くの人々の利益と進歩への無欲の献身を行うことである。
 
プラウティストは、この「明敏な」という意味を、すべての品質と人々を、発展する気にさせるために必要なものの自覚と同様に人間によって保持されたニーズに敏感であると解釈する。 
サドヴィプラは、すべての社会階級に対して公正に、不正のすべての形と戦う。彼らは知的な機能、高い感情指数を進めて、開発されたスピリチュアルな習慣を維持している。
彼らは、大多数のために自身をすぐに快く犠牲にし、勇敢で、ネオヒューマニズム的な価値が専門である。 自身のためにそのような高い水準を保持して、いつも行動と内側のリラックスにおいて釣り合いが取れ続けることに関心を集中して、彼らのまわりで多くの人々が自身の人生を大事にすることを促すことが出来る。
サドヴィプラの役割は、この社会循環の中心にいてどの階級の立場も取らず、支配階級が腐敗すれば、次の支配階級への変革を推し進めさせ、常に階級を超えた視点で、多くの人々の利益と進歩への無欲の献身を行うことである。
プラウトでは、従来の立法・司法・行政の三権分立の他に、新しい第四権の分立として、会計監査（オンブズマン）を加えることを提案している

## プラウトの5つの基本原則[30]
P.R.サーカーは最初16の詩句のなかでプラウトを要約した（その5つは最も基本的であるとみなされている）。これはプラウトのもとで資源がいかに分配されるべきかをしめしたもので、自然資源と人間の両方のフィジカル（物的＝身体的）な質、サイキック（知的＝心的）な質、スピリチュアル（霊的・精神的＝直観的）な質を認めることである。

### 物質的な富の蓄積の否定
「いかなる人間も、集合体による明確な了解と承認なしに、物質的な富を蓄積することは許されない」
これは私達の惑星の物質的資源には限りがあるという認識をしめしている。サーカーは「宇宙の相続財産」という概念についても述べている。これは、宇宙の創造者的存在（宇宙意識）よって与えられた資源を人類は活用し分かち合う権利を持っているが、蓄蔵し誤用する権利は持っていないということで、このことにもとづいている。サーカーは社会について「集合体」という言葉を用いる。政府は富の蓄積に制限を設ける責任を引き受けるべきだと指摘し、「経済委員会」を設けて、その委員会は「正直であり、社会的サービスを集合的に提供することによって本当に人間的福利を促進したいと思っている人物」によって運営されるべきであるとサーカーは主張している。

### 宇宙の潜在力の最大限活用、合理的な配分
「宇宙の日常的な潜在力、超日常的な潜在力、スピリチュアルな潜在力のすべてが最大限に活用され、合理的に分配されるべきである」
最大限の活用とは、自然環境を保護しながら最大限の経済効率性をもって、この惑星の資源を最良に使用することである。もし私達の資産を賢明に使用するならば、全ての人が高い質の生活を享受出来るとプラウトは確信している。過剰な富の集中は、地球資源の劣悪化と利用低下を引き起こす。例えば、少数のエリートが広大な土地を所有した場合、しばしばその土地を使わないようにしておくか、輸出のための換金作物を栽培することでしか利用しない。そして貧しい農民達は辺境の土地に追いやられ、その土地を開墾せざるを得ない。このようにして生態系の悪化がもたらされる。超日常的な潜在力には、知覚器官（物質的な人間の五感）だけでは受け止められない、テレパシー、透視、直感のような精妙な知識とパワーという資産が含まれる。スピリチュアルな潜在力とは、この宇宙の中の引き付ける力といえるもので、それは私達が「至高の意識」に近づいていくことを助けてくれる。

### 人間の潜在力の最大限活用
「人間社会の個体と集合体のフィジカル（身体・肉体的、物質的）な潜在力、形而上学的な潜在力、スピリチュアルな潜在力を最大限に活用すべきである」
この原則は、全ての人間の資源の活用に関して、個人と集合体の両方の福利の価値を強調している。健全な個人が健全な社会を作り、健全な社会は健全な個人を育むように。今までの地球人類社会は、個人主義の行き過ぎの結果、家族の崩壊と利己的な「私＝第一主義」が西側世界を中心に蔓延し、物質主義的消費社会は他の人々の要求に無関心で、自分の喜びと楽しみを追い求める人々を増やしてきた。逆に、集合主義のみを追求して個人を抑圧したのが共産主義であった。この原則は集合社会の幸せのために個人的なものを放棄しなさいといっているのではない。プラウトによれば、個人と集合体の利害関心の間に避けられない葛藤は無く、むしろそれらの利益は共有される。社会は人間の多様性を尊重し、全ての人に自分のために考える自由を与え、自分の創造性を表現させ、多様な関係を結ばせる必要がある。プラウトの主要な目標は、個人が自分の可能性を十分に実現し、自分の夢と目標をなし遂げることを支援することである。

### 適切な調整
「これらのフィジカル、形而上学的、日常的、超日常的、スピリチュアルな活用の間で適切な調整がなされるべきである」
伝統的な比較優位の経済原理は、国も人も、最も適したことをすべきであると主張し、貿易の項でも述べた自由貿易の諸問題を生み出している。プラウトは、地域的自給が全ての人の生活水準を向上させる最良の方法であると考えている。この中心的論点は、人間と社会のホリスティック（全体的なつながりを重視するというような意味）な発展である。ある資源をどのように使うかで葛藤がある場合は、より希少で価値のある側面で資源が活用されるべきである。例えば文化大革命中の中国やクメール・ルージュ権力下のカンボジアでは、医師、看護師、大学の卒業生などがコミューンで農業労働するように地方に行かされた。農業労働をすること自体は実直で尊敬に値するが、高度な知識が活用できずに肉体労働のみに雇用されるのは不合理なことである。また、スピリチュアルな発達を遂げた人、賢明さや思いやりを深く体現している人はもっと希少で、彼らには他の人に教えることに大半の時間を費やすことが許されるべきである。同様にこれは物質的な資源にもあてはまる。例えば、特に心地よく美しい景観の土地は、鉱業の採掘をおこなうよりも、自然公園として維持されるべきである。化石燃料を燃やすと気候と環境が破壊される。プラマー（動的な均衡）を回復するためにあらゆる努力がなされるべきである。

### 状況に応じた活用の方法と活用の進歩的性質
「活用の方法は時、場所、人の違いに応じて変えられるべきである。そして活用は進歩的性質をもつべきである」
この原理は、社会は絶えず変化が生じているという認識から来ている。プラウトは、人々が熟知しているというだけで、社会が変化しているのに旧来の同じ方針や慣習（システム）を続けようとすることで、多くの人々の苦しみをもたらしていることに気づいていて、このような自己変革しない硬直的なシステムの排除を目指している。プラウトのモデルは固定的なものではなく、実行に移される場所や文化の多くの特殊条件を考慮しながら、包括的な動的原理として適用されなくてはならない。テクノロジーは、創造と破壊のどちらの力も発達させる。今日、莫大な富を持つ組織や個人が科学研究の方向をコントロールし、その力を自分達の利益のために用いている。プラウト社会をめざす者は、人類と地球の長期的福利のために、研究と開発を賢明な方向に導くことを行うべきである。人間の手と心を解放してより高い探求に向けるような新しい技術は歓迎される。しかしその際、その技術の影響を十分に見極め、否定的な影響を最小限に食い止めるよう努力することが重要である。